# Agnes (énekesnő)
Agnes Emilia Carlsson, művésznevén Agnes (Vänersborg, 1988. március 6. –) svéd énekesnő. 2005-ben, 17 évesen lett ismert, miután megnyerte a svéd Idol tehetségkutató második évadát. Első két albuma, az Agnes (2005) és a Stronger (2006) a svéd nagylemezlista első helyéig jutott. Összesen öt nagylemeze jelent meg, melyek közül a harmadik, a 2008-ban megjelent Dance Love Pop a legsikeresebb több, mint 200,000 eladott példánnyal. Az album két kislemeze is nemzetközi sláger lett ("On and On", "Release Me"), világszerte számos kislemezlistán kerülve az első tíz helyezett közé. A "Release Me" első helyezett lett a Billboard Dance Club Songs listáján, harmadik helyig jutott az Egyesült Királyságban, és több, mint 900,000 példány kelt el belőle.

## Diszkográfia

### Stúdióalbumok
- Agnes (2005)
- Stronger (2006)
- Dance Love Pop (2008)
- Veritas (2012)
- Magic Still Exists (2021)